# Ignition
Ignition, cunoscut ca Bleifuss Fun în Germania și Fun Tracks în Franța, este un joc video pentru PC lansat în anul 1996 de Virgin Interactive. Jocul are mai multe mașini în miniatură, la fel ca în Death Rally, printre care se numără autobuzul școlar, mașina de poliție sau camioane. A fost relansat în anul 2017 de către Interplay.

## Curse
- Moose Jaw Falls (Moose Jaw,  Canada)
- Gold Rush ( SUA)
- Snake Island ( Brazilia)
- Lost Ruins ( Mexic)
- Yodel Peaks ( Austria)
- Cape Thor ( Islanda)
- Tokyo Bullet (Tokyo,  Japonia)